# Kreditmarkt

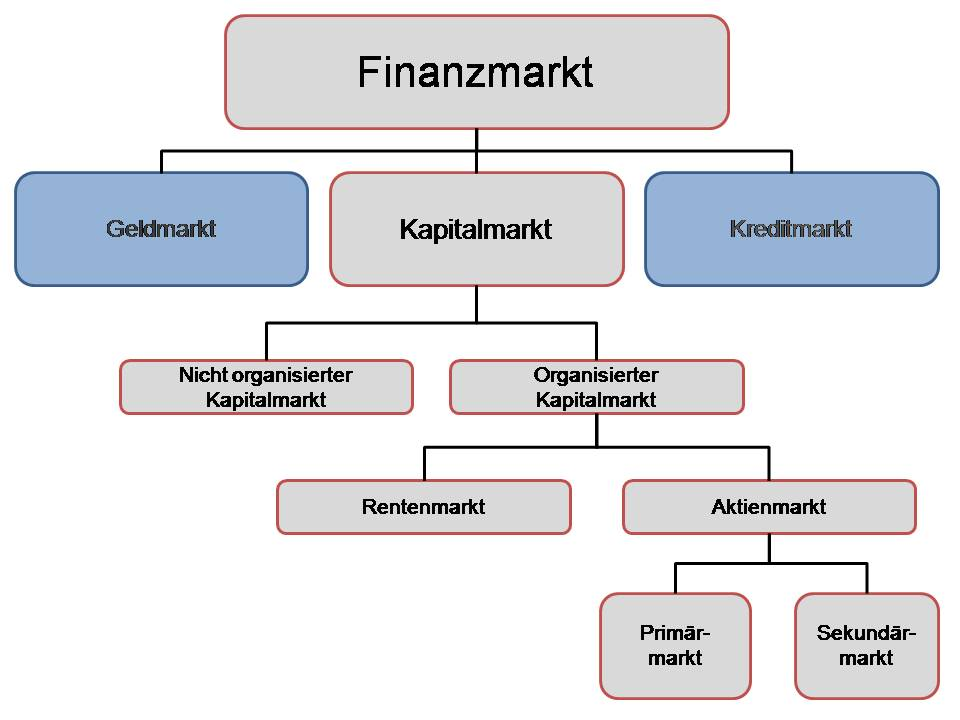
Schematische Gliederung des Finanzmarktes

Der Kreditmarkt (englisch credit market) ist ein Teilmarkt des Finanzmarktes, auf dem das Kreditangebot der Kreditnachfrage gegenübersteht. 
Im Gegensatz zu Geld- und Kapitalmarkt dominieren am Kreditmarkt individuelle bilaterale Kreditverträge, denen weitgehend eine Standardisierung fehlt und für die wenig Markttransparenz vorhanden ist.

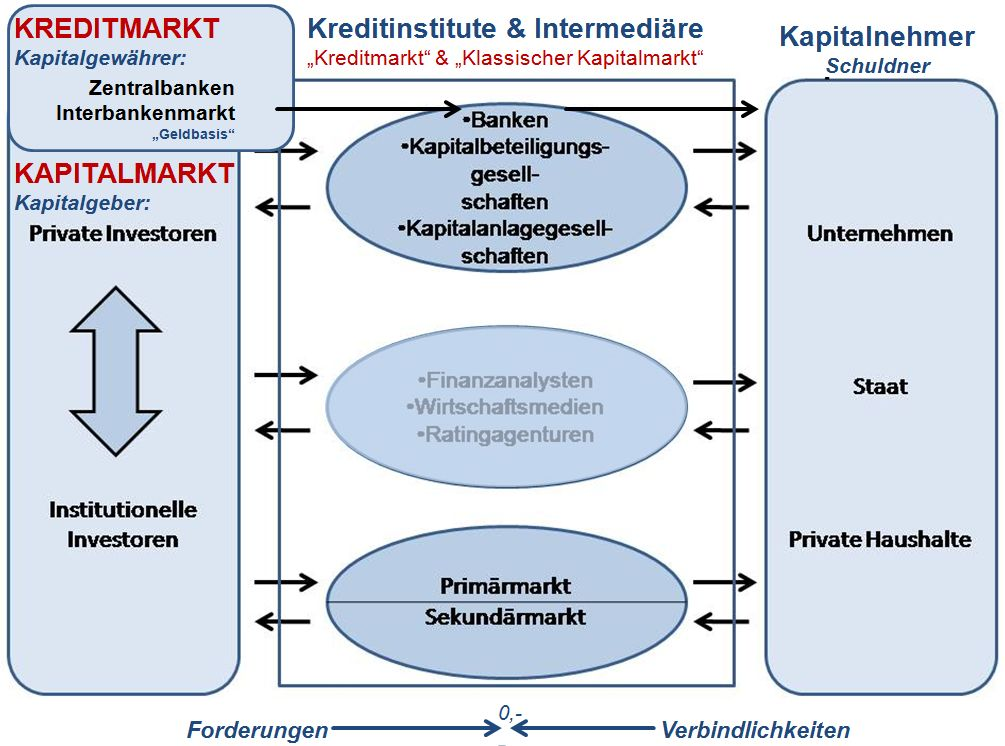
Kreditmarkt-/Kapitalmarktakteure

## Allgemeines
Marktteilnehmer sind die Kreditgeber, die das Kreditangebot repräsentieren und Kreditnehmer, welche die Kreditnachfrage bilden. Handelsobjekte sind Kredite aller Art, Marktpreis ist der Kreditzins, Marktvolumen ist das Kreditvolumen. Zweck des Kreditmarktes ist die Finanzierung des Umsatzbedarfs der Volkswirtschaft, die Deckung der Liquidität anderer Wirtschaftssubjekte (Unternehmen, Privathaushalte, Staat nebst Untergliederungen), Konsum- und Investitionsfinanzierung, Vorfinanzierung oder Zwischenfinanzierung. Kreditverträge entstehen, wenn Kreditangebot und Kreditnachfrage mit identischen Vertragsbedingungen zur Übereinstimmung gebracht werden. 
Nicht zum Kreditmarkt, sondern zum Kapitalmarkt gehört der Rentenmarkt, auf dem in Anleihen verbriefte Kredite gehandelt werden.
Unterschieden werden kann zwischen dem nationalen Kreditmarkt eines Staates und dem internationalen Kreditverkehr, der grenzüberschreitend stattfindet. Zu unterscheiden ist ferner zwischen dem organisierten Kreditmarkt des Bankensystems und dem so genannten unorganisierten freien Kreditmarkt. Zu letzterem gehören Privatkredite zwischen Privatpersonen, Pfandleiher, Kreditvermittlung und Kredithaie.

## Marktstrukturen

### Allgemein
Sämtliche klassischen volkswirtschaftlichen Produktionsfaktoren werden auf Faktormärkten gehandelt, und zwar die Arbeit auf dem Arbeitsmarkt, der Boden auf dem Immobilienmarkt, Geld auf dem Geldmarkt und das Kapital auf dem Kapitalmarkt:
| Markt           | Angebot                                                        | Nachfrage        | Preis                                       |
| --------------- | -------------------------------------------------------------- | ---------------- | ------------------------------------------- |
| Arbeitsmarkt    | Arbeitsnachfrage                                               | Arbeitsangebot   | Arbeitsentgelt                              |
| Gütermarkt      | Güterangebot                                                   | Güternachfrage   | Marktpreis                                  |
| Geldmarkt       | Geldangebot                                                    | Geldnachfrage    | Geldmarktzins                               |
| Kapitalmarkt    | Kapitalangebot                                                 | Kapitalnachfrage | Kapitalmarktzins                            |
| Kreditmarkt     | Kreditangebot                                                  | Kreditnachfrage  | Kreditzins                                  |
| Immobilienmarkt | Angebot an Wohn- und Gewerbeimmobilien, Agrar- und Waldflächen | Nachfrage        | Kaufpreis/Immobiliarmiete/ Bodenrente/Pacht |

Während Arbeits- und Bodenangebot stark von Natureinflüssen abhängen (Witterung, Bodenbeschaffenheit), wird das Geld-, Kapital- und Kreditangebot ausschließlich von wirtschaftlichen Erwägungen beeinflusst. Ein Marktsegment des Kreditmarkts bildet der Kredithandel, der meist zwischen Kreditinstituten stattfindet. Nach der Loanable-funds-Theorie wird der Marktzins durch Kreditangebot und Kreditnachfrage bestimmt.

### Besonderheiten
Auf dem Kreditmarkt werden Kredite sowohl als Blankokredite als auch besichert gewährt. Diese Unterscheidung hängt von der Kreditwürdigkeit der Kreditnachfrager oder marktüblichen Gepflogenheiten (Immobilienfinanzierung wird stets mit Grundpfandrechten besichert) ab. Zudem sind die Kreditlaufzeiten wesentlicher Bestandteil des Handelsobjekts, die in kurzfristig, mittelfristig und langfristig unterteilt werden.

### Funktionen von Kreditmärkten
Man unterscheidet zwischen Mengentransformation, Fristentransformation, Losgrößentransformation und Risikotransformation.
Mengentransformation
Die Mengentransformation umfasst die Ansammlung der in einer Volkswirtschaft gebildeten Ersparnisse und deren Verteilung zu den Kreditnachfragern in gewünschter Größenordnung. Viele kleine Sparguthaben dienen hierbei als Refinanzierung auch für Groß- oder Millionenkredite.
Fristentransformation
Die Fristentransformation ermöglicht den Ausgleich der Fristen zwischen Kreditgebern und -nehmern. Dabei handelt es sich um die Frist, während der ein Kredit durch einen Kreditnehmer in Anspruch genommen werden darf und um die Frist, für die ein Sparer seine Spareinlagen zur Verfügung stellt. Diese Fristen weichen in der Regel voneinander ab und werden durch die Fristentransformation für den Kreditmarkt nachfragegerecht gestaltet.
Losgrößentransformation
Die Losgrößentransformation ermöglicht durch eine Zusammenführung von mehreren Kreditgebern eine Übereinstimmung der durch die Kreditnehmer nachgefragten Beträge, die ein einzelner Kreditgeber nicht zur Verfügung stellen könnte.
Risikotransformation
Eine Risikotransformation findet auf Kreditmärkten statt, wenn Finanzintermediäre zwischen die Marktteilnehmer mit unterschiedlicher Risikoeinstellung treten und das Ausfallrisiko verändern. Durch die Risikotransformation erhalten die Sparer die Möglichkeit, ihr Kreditrisiko abzusichern oder zu verteilen. Unsichere Zahlungsströme können so in sichere Zahlungsströme umgewandelt werden. So können beispielsweise Risiken durch schwankende Wechselkurse umgewandelt werden.

### Kreditangebot
Anbieter
Anbieter von Krediten sind insbesondere Kreditinstitute mit ihrem Kreditgeschäft, Zentralbanken, Beteiligungsgesellschaften oder auch natürliche Personen beim Privatkredit und Kredithaie. Zentralbanken wie die Europäische Zentralbank halten so genannte „Ständige Fazilitäten“ (englisch standing facility) vor, worunter im Eurosystem die Einlagefazilität und die Spitzenrefinanzierungsfazilität fallen. Diese Fazilitäten stehen den Geschäftsbanken dauerhaft als Kreditangebot zur Verfügung und können bei Bedarf genutzt werden. Die ständigen Fazilitäten dienen dazu, Übernachtliquidität bereitzustellen oder zu absorbieren. Die ständigen Fazilitäten werden im Eurosystem dezentral von den nationalen Zentralbanken verwaltet. Im Interbankenhandel werden zu dem Interbankenzins meist kurzfristige Kredite gewährt, so dass Kreditinstitute auf dem Kreditmarkt sowohl als Kreditanbieter als auch als Kreditnachfrager auftreten.
Aktive Giralgeldschöpfung
Das bestehende Kreditangebot kann durch aktive Giralgeldschöpfung {\displaystyle \Delta G} von den  Geschäftsbanken, also durch zusätzliche Geldmenge an Buchgeld, über die bestehende Geldmenge hinaus erhöht werden. Limitierende Faktoren sind dabei der Mindestreservesatz {\displaystyle MR} und die Bargeldquote {\displaystyle c}. Ausgangspunkt ist die Überschussreserve {\displaystyle L}, die entsteht, wenn ein Kreditinstitut eine Sichteinlage von Nichtbanken erhält und davon Mindestreserven bei der Zentralbank hinterlegen muss und die Bargeldquote zu berücksichtigen hat:
```
   
Sichteinlage
 von 
Nichtbanken

   - 
Mindestreserve

   - 
Bargeldquote

   = 
Überschussreserve
```

Diese Überschussreserve kann als Kredit ausgeliehen werden. Unterstellt man, dass aus diesem Kredit wieder ein Teil zu Sichteinlagen wird, handelt es sich um einen multiplen Prozess der Giralgeldschöpfung in Form einer unendlichen Reihe:
{\displaystyle \Delta G={\frac {L}{(MR+c)-(MR\cdot c)}}}.
Das maximale Geldschöpfungsvolumen {\displaystyle \Delta M} ergibt sich dabei aus der ersten verfügbaren Überschussreserve {\displaystyle L} und den limitierenden Faktoren {\displaystyle l} (Mindestreserve und Bargeldquote zusammengefasst):
{\displaystyle \Delta M=L\cdot {\frac {l}{r}}}.
Beträgt beispielsweise die Mindestreserve 10 % und die Bargeldquote 30 %, so führt eine ursprüngliche Sichteinlage von 100.000 Euro zu einer multiplen Giralgeldschöpfung von rund 243.000 Euro, um die das Kreditangebot erweitert werden kann. Die Vervielfachung des Kreditangebots durch aktive Giralgeldschöpfung wird mit dem Geldschöpfungsmultiplikator erklärt.
Angebotsstörungen
Eine Angebotslücke ist die Kreditklemme, ein Angebotsüberhang oder eine Nachfragelücke führen zur Senkung des Zinsniveaus. Ein länger vorherrschender Geldüberhang kann sogar zu Negativzinsen führen.

### Kreditnachfrage
Als Kreditnachfrager können alle Wirtschaftssubjekte auftreten, auch diejenigen, die als Kreditinstitute funktional meist als Kreditanbieter fungieren (Refinanzierung). Typische Kreditnachfrager auf dem Kreditmarkt sind Unternehmen (Unternehmensfinanzierung), Privathaushalte (Konsumkredite, kurzfristige Liquiditätsdeckung) oder der Staat nebst Untergliederungen (Staatsfinanzierung, Kassenkredite).
Ein Nachfrageüberhang kann zu Zinssteigerungen führen, die Nachfragelücke bewirkt eine Senkung des Zinsniveaus.

### Kreditmarkttheorie
Nach der Kreditmarkttheorie von Karl Brunner und Allan Meltzer wird der Marktzins auf dem Kreditmarkt durch das Kreditangebot der Banken und die Kreditnachfrage der Nichtbanken bestimmt. Das gewinnmaximale Kreditangebot der Kreditinstitute liegt dort, wo die Grenzkosten der Kreditbeschaffung über die Zentralbank gleich dem Marktzins für Kredite sind. Wird der Leitzins erhöht, sinkt das optimale Kreditangebot, weil sich die Refinanzierungskosten für Zentralbankgeld erhöhen und umgekehrt. Steigt der Kreditzins, sind die Anbieter bereit, ihr Kreditangebot zu erhöhen, während die Kreditnachfrage wegen sich erhöhendem Zinsaufwand sinkt.

## Marktgleichgewicht
Der Kreditmarkt befindet sich im Marktgleichgewicht, wenn das gesamtwirtschaftliche Kreditangebot {\displaystyle Cr_{S}} der gesamtwirtschaftlichen Kreditnachfrage {\displaystyle Cr_{D}} entspricht:
{\displaystyle Cr_{S}=Cr_{D}}.
Das langfristige Marktgleichgewicht ist hergestellt, wenn sich die Kapitalintensität (Kapitalausstattung pro Kopf) nicht mehr verändert. Befindet sich der Kreditmarkt im Gleichgewicht, so gelangen Ersparnis und Investitionen beim Gleichgewichtszinssatz zum Ausgleich. Ein niedriger Kreditmarktzins (Negativzins, Niedrigzinsniveau) kann Kreditnachfrager zur Kreditaufnahme anregen und damit zur Erhöhung des Zinsniveaus beitragen und umgekehrt.
Die Mengenrationierung (Kreditrationierung) stellt ein spezifisches Merkmal des Kreditmarktes dar. Sie wird erforderlich, weil ein Nachfrageüberhang der Kreditnachfrage nicht mit einer Erhöhung des Kreditzinses beantwortet werden kann. Dieser Marktmechanismus würde jene Kreditnachfrager aus dem Markt treiben, bei denen ein niedriges Ausfallrisiko vorhanden ist, während diejenigen Kreditnachfrager mit schlechter Bonität auch hohe Kreditzinsen zu zahlen bereit sind. Deshalb reagieren Kreditinstitute auf einen Nachfrageüberhang nicht mit höheren Kreditzinsen.

## Wirtschaftliche Aspekte
Der Kreditmarkt ist ein unvollkommener Markt, weil er die Prämissen des vollkommenen Marktes nicht erfüllt. Ihm fehlt ein homogenes Gut, da Kredit in verschiedenen Kreditarten, Kreditlaufzeiten und oft auch individuell ausgestalteten Kreditverträgen mit unterschiedlichen Kreditsicherheiten vorkommt; letzterer Aspekt schafft sachliche Präferenzen. Zudem ist die Markttransparenz schwach, weil es auch an einem einheitlichen Kreditzins und sonstigen einheitlichen Kreditkonditionen fehlt. Die mangelnde Homogenität des Finanzprodukts „Kredit“ beeinträchtigt seine Handelbarkeit und kommt auch in den individuell ausgehandelten Kreditverträgen zum Ausdruck, die jedoch zu einer Standardisierung tendieren. International (Loan Market Association, [LMA], Loan Syndications and Trading Association [LSTA]) und national (Deutsche Kreditmarkt-Standards e. V.) wurden Standards veröffentlicht, die bei Vertragsverhandlungen zugrunde gelegt werden und eine weitgehende Harmonisierung der Kreditverträge zum Ziel haben. Die deutsche Organisation wurde im Oktober 2011 gegründet, weil die auf dem Case law beruhenden angelsächsischen Vertragsmuster weitgehend nicht mit dem deutschen Recht kompatibel sind.
Nicht zuletzt gibt es ex post asymmetrische Informationen, weil es zu „stellvertretender Überwachung“ (englisch delegated monitoring) und adverser Selektion kommt. Stellvertretende Überwachung der Kreditnehmer für die (indirekten) Kreditgeber (Gläubiger der Spareinlagen) bedeutet, dass es für letztere ein zu großer Aufwand wäre, sich selbst um die Überprüfung der Bonität ersterer zu kümmern. Ein wichtiger Beitrag zur Erklärung der Existenz von Banken durch delegiertes Monitoring ist das Modell von Diamond. Adverse Selektion bedeutet gemäß der Prinzipal-Agenten-Theorie, dass der Kreditnehmer gegenüber dem Kreditgeber über einen Wissensvorsprung verfügt, weswegen der Kreditgeber die Kreditwürdigkeit des Kreditnehmers nur eingeschränkt beurteilen kann. Vor Vertragsabschluss könnte der Kreditnehmer dazu neigen, negative Merkmale seiner Bonität zu verschweigen, um den Kredit zu erhalten. „Stellvertretende Überwachung“ und adverse Selektion führen dazu, dass kein Marktgleichgewicht zwischen Kreditangebot und Kreditnachfrage nach dem Walras-Gesetz zustande kommt, sondern ein Rationierungsgleichgewicht, weil sich Kreditgeber und Kreditnehmer risikoneutral verhalten.
In der Banktheorie ist die Kreditrationierung eine Situation, in der bei gegebenem Kreditzins ein Nachfrageüberhang nach Krediten besteht, ohne dass es – bei einem höheren Kreditzins – auf dem Kreditmarkt zu einer Erhöhung des Kreditangebots kommt. Die Mengenrationierung stellt ein spezifisches Merkmal des Kreditmarktes dar. Sie wird erforderlich, weil ein Nachfrageüberhang der Kreditnachfrage nicht mit einer Erhöhung des Kreditzinses beantwortet werden kann. Dieser Marktmechanismus würde jene Kreditnachfrager aus dem Markt treiben, bei denen ein niedriges Ausfallrisiko oder Insolvenzrisiko vorhanden ist, während diejenigen Kreditnachfrager mit schwacher Bonität und hohem Insolvenzrisiko auch hohe Kreditzinsen zu zahlen bereit sind. Deshalb reagieren Kreditinstitute auf einen Nachfrageüberhang nicht mit höheren Kreditzinsen. Aus diesem Grund ist auf dem Kreditmarkt die Mengenrationierung (Kreditrationierung) der Preisrationierung überlegen.